# Дейві Квакман
Де́йві Я́кобюс Ге́ндрікс Марі́я Ква́кман (нід. Dave Jacobus Hendrikus Maria Kwakman; нар. 7 серпня 2004) — нідерландський футболіст, півзахисник клубу АЗ.

## Клубна кар'єра

### АЗ
Займався футболом в системі «Волендама», а 2015 року приєднався до академії АЗ. 22 березня 2021 року підписав з клубом свій перший професіональний контракт, що розрахований до середини 2024 року. 5 вересня 2022 дебютував за фарм-клуб «Йонг АЗ» в матчі Еерстедивізі проти «Дордрехта». В сезоні 2022–23 разом з молодіжною командою АЗ виграв Юнацьку лігу УЄФА.
20 серпня 2023 року дебютував в основному складі АЗ в матчі Ередивізі проти «Валвейка», вийшовши на заміну Дані де Віту. 8 квітня 2024 року в поєдинку Еерстедивізі проти «Еммена» забив свій перший гол у кар'єрі.
24 жовтня 2024 року в матчі Ліги Європи УЄФА проти англійського «Тоттенгема» дебютував у єврокубках.

#### Оренда в «Гронінген»
20 січня 2025 року на правах оренди перейшов у «Гронінген» до кінця сезону. 25 січня дебютував за нову команду в матчі Ередивізі проти «Геренвена», вийшовши на заміну Йогану Гове. 15 лютого 2025 року в поєдинку Ередивізі проти клубу «Віллем II» забив свій перший гол за «Гронінген».

## Кар'єра в збірній
Виступав за збірні Нідерландів до 18 і до 19 років.

## Статистика виступів
Станом на 14 серпня 2025 
| Клуб              | Сезон             | Чемпіонат         | Чемпіонат | Чемпіонат | Кубок | Кубок | Єврокубки | Єврокубки | Інші  | Інші | Всього | Всього |
| Клуб              | Сезон             | Дивізіон          | Матчі     | Голи      | Матчі | Голи  | Матчі     | Голи      | Матчі | Голи | Матчі  | Голи   |
| ----------------- | ----------------- | ----------------- | --------- | --------- | ----- | ----- | --------- | --------- | ----- | ---- | ------ | ------ |
| Йонг АЗ           | 2022–23           | Еерстедивізі      | 16        | 0         | —     | —     | —         | —         | —     | —    | 16     | 0      |
| Йонг АЗ           | 2023–24           | Еерстедивізі      | 28        | 1         | —     | —     | —         | —         | —     | —    | 28     | 1      |
| Йонг АЗ           | 2024–25           | Еерстедивізі      | 10        | 0         | —     | —     | —         | —         | —     | —    | 10     | 0      |
| Йонг АЗ           | Всього            | Всього            | 54        | 1         | 0     | 0     | 0         | 0         | 0     | 0    | 54     | 1      |
| АЗ                | 2023–24           | Ередивізі         | 3         | 0         | 0     | 0     | 0         | 0         | —     | —    | 3      | 0      |
| АЗ                | 2024–25           | Ередивізі         | 5         | 0         | 2     | 0     | 3         | 0         | —     | —    | 10     | 0      |
| АЗ                | 2025–26           | Ередивізі         | 0         | 0         | 0     | 0     | 1         | 0         | 0     | 0    | 1      | 0      |
| АЗ                | Всього            | Всього            | 8         | 0         | 2     | 0     | 4         | 0         | 0     | 0    | 14     | 0      |
| → Гронінген       | 2024–25           | Ередивізі         | 15        | 2         | 0     | 0     | —         | —         | —     | —    | 15     | 2      |
| Всього за кар'єру | Всього за кар'єру | Всього за кар'єру | 77        | 3         | 2     | 0     | 4         | 0         | 0     | 0    | 83     | 3      |

1. ↑  Матчі в Лізі Європи УЄФА
2. ↑  Матчі в Лізі конференцій УЄФА

## Досягнення
АЗ (мол.)
- Переможець Юнацької ліги УЄФА: 2022–23[12]